# Bernardo Silva
Bernardo Mota Veiga de Carvalho e Silva (* 10. August 1994 in Lissabon) ist ein portugiesischer Fußballspieler. Der Rechtsaußen steht bei Manchester City unter Vertrag und ist portugiesischer Nationalspieler.

## Karriere

### Vereine
Bernardo Silva spielte bereits in der Jugend für Benfica Lissabon. Nach Ende seiner A-Jugendzeit rückte er in den Kader der zweiten Mannschaft auf, die in der Segunda Liga spielt. Am 10. August 2013 debütierte er beim 0:0 gegen CD Trofense. Sein erstes Tor erzielte er am 23. September 2013 beim 3:1-Sieg gegen Sporting Braga B zur 3:0-Führung in der 51. Spielminute. Am 10. Mai 2014 kam er bei der 1:2-Niederlage gegen den FC Porto zu seinem einzigen Einsatz für die erste Mannschaft in der Primeira Liga.
Zur Saison 2014/15 wurde er an die AS Monaco in die Ligue 1 verliehen. Im Januar 2015 verpflichteten die Monegassen Silva fest und statteten ihn mit einem Vertrag mit einer Laufzeit bis zum 30. Juni 2019 aus. Mit dem Verein gewann er in der Spielzeit 2016/17 die französische Meisterschaft und erreichte das Halbfinale der UEFA Champions League.
Zur Saison 2017/18 wechselte Silva zu Manchester City in die englische Premier League. Mit dem Verein gewann er am 25. Februar 2018 nach einem 3:0-Sieg im Finale gegen den FC Arsenal den Ligapokal und am Saisonende die Meisterschaft.
Sein Vertrag in Manchester läuft bis 2026.

### Nationalmannschaft
Bernardo Silva nahm mit der portugiesischen U19-Nationalmannschaft im Sommer 2013 an der U19-Europameisterschaft in Litauen teil und scheiterte mit seiner Mannschaft im Halbfinale an Serbien. Am 15. Oktober 2013 debütierte er beim 2:0-Sieg in Aserbaidschan für die U21-Auswahl. Bei seinem zweiten Einsatz am 18. November 2013 erzielte er beim 4:3-Sieg in Israel zwei Tore. Am 31. März 2015 kam er im Rahmen eines Freundschaftsspiels gegen Kap Verde (0:2) erstmals in der A-Nationalmannschaft zum Einsatz. Für die U21-Europameisterschaft in Tschechien wurde er im Sommer 2015 in den portugiesischen Kader berufen. Er erreichte mit der Mannschaft das Finale, in dem sie Schweden im Elfmeterschießen unterlag, und wurde in die Mannschaft des Turniers berufen.
Am 1. September 2016 erzielte Silva beim 5:0-Sieg im Freundschaftsspiel gegen Gibraltar sein erstes A-Länderspieltor. Im Sommer 2017 nahm er mit der Mannschaft am FIFA-Konföderationen-Pokal 2017 in Russland teil und belegte mit ihr den dritten Platz. Im Mai 2018 wurde er von Nationaltrainer Fernando Santos in den Kader für die Weltmeisterschaft 2018 in Russland berufen. Im Turnier kam Silva in allen vier Spielen seiner Mannschaft zum Einsatz, die im Achtelfinale mit 1:2 an Uruguay scheiterte. Im Juni 2019 gewann Silva mit der Nationalmannschaft die UEFA Nations League 2018/19 und wurde als bester Spieler der Endrunde ausgezeichnet. Bei der Europameisterschaft 2021 erreichte er mit seiner Mannschaft das Achtelfinale.

## Titel und Auszeichnungen

### Vereine
International
- Champions-League-Sieger: 2023
- Klub-Weltmeister: 2023

Portugal
- Meister: 2014
- Pokalsieger: 2014
- Ligapokalsieger: 2014

Frankreich
- Meister: 2017

England
- Meister (6): 2018, 2019, 2021, 2022, 2023, 2024
- Pokalsieger (2): 2019, 2023
- Ligapokalsieger (3): 2018, 2019, 2020
- Supercupsieger (3): 2018, 2019, 2024

### Nationalmannschaft
- UEFA-Nations-League-Sieger (2): 2019, 2025

### Individuelle Auszeichnungen
- Nominierung für den Ballon d’Or: 2019 (9. Platz), 2022 (22.), 2023 (9.)
- Portugals Fußballer des Jahres im Ausland: 2017, 2018, 2019
- PFA Team of the Year: 2018/19, 2021/22 (Premier League)
- Berufung in das Team des Turniers bei der UEFA Nations League Endrunde 2019 und Qualifikation zur Europameisterschaft 2020
- Spieler des Turniers bei den UEFA Nations League Finals 2019
- Spieler des Monats der Ligue 1: Januar 2017